# Växjö Station
Växjö station er en jernbanestation i Växjö.
Fra Växjö station kører der Øresundstog mellem Kalmar og Helsingør og Krösatåg til Hässleholm,  Jönköping og Värnamo. Desuden kører der også regionaltog mellem Kalmar og Göteborg.
| Jernbane | Spire Denne jernbaneartikel er en spire som bør udbygges. Du er velkommen til at hjælpe Wikipedia ved at udvide den. |

56°52′36″N 14°48′20″Ø / 56.87662°N 14.80554°Ø